# 렌터카

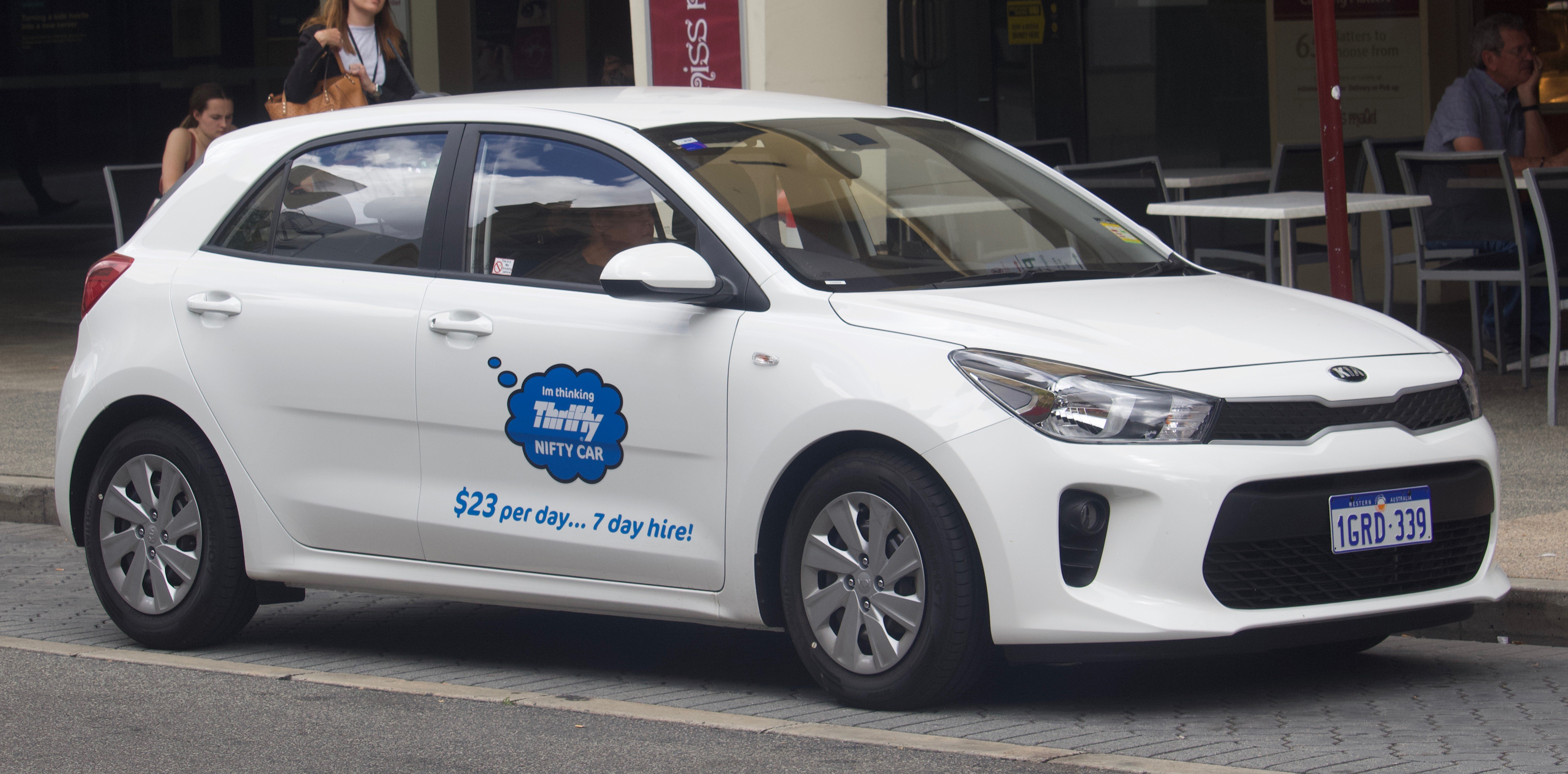
Thrifty의 기아 리오 렌터카

렌터카(영어: rent-a-car, car rental, hire car, car hire)는 차량을 일정기간 유상으로 대여하는 사업 및 그 사업을 통해 대여된 차량을 뜻하는 단어다.

## 역사
자동차 렌트 서비스의 기원은 1906년으로 거슬러 올라간다. 독일의 Sixt사는 1912년 ‘Sixt 자동차 여행 및 자가운전’이라는 명칭으로 설립되었다.
미국 네브래스카주 오마하 출신의 조 손더스는 1916년 단 한 대의 빌린 포드 모델 T 자동차로 사업을 시작하였으며, 1917년에는 ‘포드 리버리 컴퍼니’를 설립하여 마일당 10센트의 요금으로 18대의 모델 T를 임대하였다. 이후 회사명은 ‘손더스 드라이브 잇 유어셀프 시스템’ 및 ‘손더스 시스템’으로 변경되었으며, 1926년까지 56개 도시에 사업을 확장하였다. 해당 회사는 1955년 Avis에 인수되었다.
손더스의 초기 경쟁자로는 1918년 시카고에서 포드 모델 T 12대를 보유한 ‘렌트 어 카’를 개업한 월터 L. 제이콥스가 있다. 이 회사는 1923년 존 허츠에 의해 인수되었다.
영국에서는 1920년 고드프리 데이비스가 자동차 렌트 사업을 시작하였으며, 1981년 Europcar에 인수되었다.
미국에서는 1926년 시카고에서 개최된 미국 자가운전 협회 총회에 1,200명 이상의 대표가 참석하는 등 자동차 렌트 산업이 급속도로 성장하였다.
제2차 세계대전 이후 여행 수요가 증가함에 따라 National Car Rental(1947년), Europcar(1949년), Enterprise Rent-A-Car(1957년), Thrifty Rent A Car(1958년), Budget Rent a Car(1958년) 등 다수의 국제적 렌터카 회사가 설립되었다.
일본에서 렌터카 산업이 본격적으로 태동한 시기는 1950년대 후반에서 1960년대 초반으로 추정된다. 특히 1965년 자국의 대표적 자동차 제조사인 도요타가 토요타 렌터리스라는 명칭으로 렌터카 사업에 진출하면서 본격적인 산업화의 기반이 마련되었다.
일본의 고도 경제성장기와 맞물려 자동차의 보급률이 급격히 증가함에 따라 렌터카에 대한 수요 역시 꾸준히 확대되었다. 1970년대에 이르러서는 비즈니스 출장 및 관광 목적의 단기 대여 수요가 증가하면서 렌터카 영업소가 전국적으로 확산되었으며, 1990년대 이후에는 개인 여행자 및 외국인 관광객을 대상으로 한 맞춤형 서비스가 점차 강화되기 시작하였다.
대한민국에서는 1988년 서울 올림픽을 계기로 외국인 관광객의 편의를 도모하고자 렌터카 제도가 본격적으로 도입되었으며, 대도시를 중심으로 해당 시장은 점진적으로 확대되어 오늘날에 이르렀다.

## 대여 조건
국가 및 렌터카 회사마다 다양한 조건이 적용되는 가운데, 차량을 렌트할 경우 일반적으로는 차량을 대여 당시의 상태로 반납해야 하며, 주행 거리 제한을 초과할 경우 추가 요금이 발생할 수 있다.
보험 관련 사유로 인해 일부 회사는 대여 가능 연령의 최저 및 최고 기준을 두고 있다. 일부 국가에서 운전면허 취득이 가능한 연령이 14세, 15세, 16세, 혹은 17세로 상대적으로 낮음에도 불구하고, 대여 최저 연령이 25세로 책정되는 경우도 있다. 또한 대부분의 렌터카 회사는 만 25세 미만 운전자에게 젊은 운전자 추가요금을 부과하며, 평균적으로는 만 20세 혹은 21세 이상에게만 차량을 대여한다.
회사별 기준은 다음과 같다: Hertz, Dollar Car Rental, Thrifty는 만 20세 이상부터, Alamo, Enterprise, Avis 등의 회사는 만 21세 이상부터 대여가 가능하다. 일부 고급 차량은 만 30세 이상 운전자에게만 대여가 허용된다. 한편, 미국 내 뉴욕주와 미시간주는 만 18세 이상이면 나이를 이유로 대여를 거부할 수 없도록 법으로 규정하고 있다. 또한 일부 렌터카 회사는 군인이나 정부 공무원의 경우 예외적으로 18세 또는 19세 운전자에게도 차량을 대여한다.
모든 렌터카 이용자는 유효한 운전면허증을 소지해야 하며, 일부 국가에서는 국제운전면허증(IDP)을 추가로 요구한다.
대부분의 렌터카 회사는 차량 반납 시 차량 손상, 도로 통행료, 교통 위반 벌금 또는 연료 부족 등에 따른 추가 비용 청구를 위해 신용카드 사용을 필수로 한다. 신용카드 대신, 일부 업체는 고액의 현금 보증금을 요구하기도 하며, 일부는 항공·기차·버스 등 왕복 여행 티켓을 증빙할 경우 직불카드로의 결제를 허용한다.

## 렌트와 리스의 차이점
렌트카와 리스는 차량 이용 방식에서 여러 가지 차이점이 있다.
첫째, 계약 기간이 다르다. 렌트카는 보통 단기 계약으로, 몇 시간에서 몇 개월까지 이용할 수 있다. 반면, 리스는 일반적으로 장기 계약으로, 보통 1년 이상 이용하는 경우가 많다.
둘째, 소유권의 차이가 있다. 렌트카는 사용 후 차량을 반환해야 하며, 소유권이 이전되지 않는다. 그러나 리스는 계약 종료 후 구매 옵션이 있을 수 있어, 원할 경우 차량을 소유할 수 있다.
셋째, 비용 구조도 다르다. 렌트카는 사용 시간에 따른 요금이 부과되며, 리스는 월정액으로 일정한 금액을 지불하게 된다.
마지막으로, 유지보수에 대한 책임이 다르다. 렌트카는 차량의 유지보수를 렌트 회사가 담당하지만, 리스의 경우 사용자가 유지보수를 책임져야 할 수 있다. 그외에 여러가지 차이점이 있으니 잘 비교하여 자신에게 맞는 것을 찾는게 좋다.

## 법적 주의
법적으로 만 19세 이상, 면허 취득 1년 이상 등 조건이 필수이며, 만 19세 미만 미성년자는 아예 차량을 빌릴 수 없다.
미성년자가 위조된 서류를 이용하여 렌터카를 대여하거나 운전하려 한 경우, 사문서 또는 공문서 위조죄를 비롯하여 무면허 운전죄 및 교통사고 발생 시에는 과실치상 등 추가적인 형사 책임이 함께 적용될 수 있다. 이러한 행위는 법적으로 중대한 범죄로 간주되며, 그에 따른 형사 처벌 수위 또한 매우 높다.
렌터카 업체가 대여 과정에서 이용자의 신원과 면허증의 진위 여부를 충분히 확인하지 않은 경우, 해당 업체 역시 법적·민사적 책임에서 자유로울 수 없으며, 과실이 인정될 경우 손해배상 책임이 부과될 수 있다.

## 같이 보기
- 카셰어링
- 교통 체증
- 관광세